# Villas de Alcalá
Villas de Alcalá är en ort i Mexiko.   Den ligger i kommunen General Zuazua och delstaten Nuevo León, i den centrala delen av landet, 700 km norr om huvudstaden Mexico City. Villas de Alcalá ligger 403 meter över havet och antalet invånare är 5 405.
Terrängen runt Villas de Alcalá är platt, och sluttar österut. Runt Villas de Alcalá är det mycket tätbefolkat, med 1 361 invånare per kvadratkilometer. Närmaste större samhälle är Ciudad Apodaca, 17,4 km söder om Villas de Alcalá. Trakten runt Villas de Alcalá består i huvudsak av gräsmarker.